# Irena Dubská
Irena Dubská, rozená Zemanová (17. listopadu 1924 Praha – 24. července 2010 Praha) byla česká socioložka.

## Život
Dětství strávila ve Volyni. Od roku 1936–1939 studovala na Strakonickém reálném gymnáziu. V období Protektorátu byla nasazena jako pomocná dělnice ve zbrojovce ve Strakonicích. Po válce začala studovat filozofii, psychologii a sociologii na filozofické fakultě Karlovy univerzity v Praze. V roce 1949 absolvovala a posléze získala titul PhDr. Na katedře také působila jako asistentka.
Irena Dubská vyzkoušela několik povolání. Od roku 1950 pracovala na stavbách Československého svazu mládeže, kde působila dva roky, poté přednášela na lékařské fakultě Univerzity Karlovy. O dva roky později až do roku 1974 působila jako vědecká pracovnice ve Filozofickém ústavu ČSAV, kde pracovala jako vedoucí oddělení historického materialismu. V roce 1957 obdržela nově zavedenou hodnost kandidátky filozofických věd, neboli CSc., pro obor filozofie.
Na počátku 60. let se Irena Dubská zúčastnila stáže na Massachusetts Institute of Technology ve Spojených státech amerických. Posléze provázela významného amerického sociologa Roberta Kinga Mertona při návštěvě v Československu.
Na začátku 2. poloviny 60. let se stala vedoucí redaktorkou Sociologického časopisu a podílela se na obnově československé sociologie.
V druhé polovině 60. let  se přidala do týmu Radovana Richty, kde vypomáhala s výzkumem společenských souvislostí s revolucí ve vědeckotechnickém odvětví.
V období normalizace nesměla publikovat. V roce 1977 se společně se svým manželem, odstaveným politikem, právníkem a politologem Zdeňkem Mlynářem, emigrovali do Rakouska, kde se více zaměřila na politickou scénu a k sociologii se již nevrátila. Po roce 1989 žila v Praze a zároveň ve Vídni. Zemřela roku 2010 v Praze.
Irena Dubská jako první vznesla v Československu otázku genderové problematiky.

## Dílo
Irena Dubská se ve svých dílech zaměřovala především na sociologii a politickou filozofii. Jako jedna z prvních popsala německou filosofii společně se socialistickým myšlením a jejími hlavními představiteli M. Schelerem a K. Mannheimem ve své knize K problematice stranickosti a vědeckosti marxisticko-leninské filosofie. V dalším díle Auguste Comte a vytvoření sociologie vzdává hold A. Comtovi a také poukazuje na názorový rozchod s osvícenstvím.
Ve svých dílech Objevování Ameriky a Americký rok popisuje svůj pobyt v USA, včetně příprav, kdy musela opustit někdejší komunistickou ideologii. Přesto však zůstala komunistkou a tato díla se tak nedají považovat za objektivní.
Během svého života také přispívala do Sociologického časopisu, Literárních novin, Plamenu, Vesmíru a dalších kulturních či populárních časopisů. Její práce byly ale značně ovlivněny tehdejším režimem. Také byla autorkou několika předmluv k dílům amerických autorů jako J. F. Kennedy, W. H. Whyte a další.
Řada prací, včetně analýzy frankfurtské školy, především Maxe Horkheimera, zůstala zapsána v rukopisech, které jsou uloženy v Národním archivu v Praze.

### Sborníky
- Sedmkrát o smyslu filosofie (1960)

### Časopisecké příspěvky
- Nové rysy v buržoazním pojetí ideologie (FČ 1956)
- Několik poznámek k otázce ideologie (FČ 1957)
- Historický materialismus a sociologie (s M. Svobodou) (FČ 1962)
- K otázce povahy a zdrojů Comtova učení(FČ 1963)
- Kdo je žena? (SČ 1967)

### Předmluvy
- Člověk v organizační společnosti, W. H. Whyte: Organizační člověk, 1968;
- "Osamělý dav" a diagnóza doby, D. Riesman: Osamělý dav, 1968;
- Kniha o odvaze a politice, J. F. Kennedy: Profily odvahy, 1969